# 布朗卡福尔
布朗卡福尔（法語：Blancafort，法語發音：[blɑ̃kafɔʁ]）是法国谢尔省的一个市镇，位于该省北部，属于维耶尔宗区。

## 地理
布朗卡福尔（47°31'57"N, 2°31'50"E）面积64.35 平方千米，位于法国中央-卢瓦尔河谷大区谢尔省，该省份为法国中部省份，北起卢瓦雷省，西接卢瓦-谢尔省和安德尔省，南至克勒兹省，东南接阿列省，东临涅夫勒省。
与布朗卡福尔接壤的市镇（或旧市镇、城区）包括：索尔德河畔阿尔让、內爾河畔歐比尼、巴尔略、孔克勒索、瓦宗、欧特里勒沙泰勒、贝里地区塞尔努瓦、库隆。

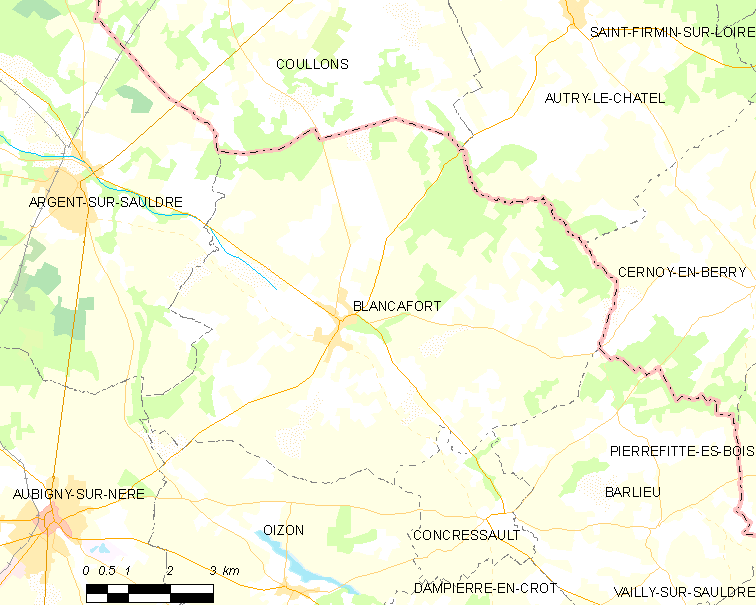
布朗卡福尔的OSM定位图

布朗卡福尔的时区为UTC+01:00、UTC+02:00（夏令时）。

## 行政
布朗卡福尔的邮政编码为18410，INSEE市镇编码为18030。

## 政治
布朗卡福尔所属的省级选区为内尔河畔欧比尼县。

## 人口

1962-2008年间布朗卡福尔人口变化图示

布朗卡福尔于2022年1月1日时的人口数量为1002人。